# Mohammed Shami
Mohammed Shami (* 3. September 1990 in Amroha, Indien) ist ein indischer Cricketspieler, der seit 2013 für die indische Nationalmannschaft spielt.

## Kindheit und Ausbildung
Shami wuchs in Sahaspur in Uttar Pradesh auf. Sein Vater erkannte sein Talent und schickte ihn nach Abschluss des Colleges nach Moradabad zum Spielen. Da jedoch das System in Uttar Pradesh weniger auf die Ausbildung der Talente im Clubcricket, sondern auf Trials ausgerichtet war, schickte der Vater ihn zu Bekannten nach Kolkata, wo er für den Dalhousie Athletic Club spielte. Dort wurde er durch einen Vertreter des bengalischen Cricket-Verbandes entdeckt und von diesem für den Town Club unter Vertrag genommen.

## Aktive Karriere

### Anfänge in der Nationalmannschaft
Shami gab sein Debüt im indischen nationalen Cricket in der Syed Mushtaq Ali Trophy 2010/11 für Bengal. In der Folge konnte er sich dort etablieren und gewann unter anderem mit der East Zone die Duleep Trophy 2011/12. Nach konsistenten Leistungen im nationalen Cricket und der indischen A-Nationalmannschaft, wurden die Selektoren der Nationalmannschaft auf ihn aufmerksam und gaben ihm eine Chance im Nationalteam. Dort gab er sein Debüt in der ODI-Serie der Tour gegen Pakistan im Januar 2013. Während der ODI-Serie gegen Australien im Oktober 2013 erzielte er dann zweimal drei Wickets (3/42 und 3/52). Daraufhin gab er gegen die West Indies sein Test-Debüt und erzielte dabei neun Wickets (4/71 & 5/47). Daran schloss sich die Tour in Südafrika an. In der ODI-Serie konnte er in allen drei Spielen jeweils drei Wickets (3/68, 3/48 und 3/69) erzielen. Auch im ersten Test konnte er drei Wickets (3/107) hinzufügen. Daran schloss sich eine Tour in Neuseeland an, bei der er in den ODIs vier (4/55) und drei (3/55) Wickets erzielte. In der zugehörigen Test-Serie erreichte er ebenfalls je einmal drei (3/37) und vier (4/70) Wickets. Es folgte der Asia Cup 2014, bei dem ihm gegen Bangladesch 4 Wickets für 50 Runs und gegen Sri Lanka drei (3/81) weitere Wickets. Bei der daran folgenden ICC World Twenty20 2014 gab er gegen Pakistan sein Twenty20-Debüt, konnte jedoch bei dem Turnier nicht herausragen.
Im September 2014 erzielte er in England in ODI- (3/28) und Twenty20-Serie (3/38) jeweils ein Mal drei Wickets. Im ersten Spiel der Test-Serie konnte er auch als Batter herausragen, als er mit 51* Runs ein Fifty erreichte. Daraufhin kamen die West Indies nach Indien und er erreichte zweimal vier Wickets (4/66 und 4/36) in den ODIs, wobei er im zweiten ODI als Spieler des Spiels ausgezeichnet wurde. Daraufhin erlitt er eine Verletzung und musste einige Wichen pausieren. Zum Jahresende reiste er mit dem Team nach Australien, wo ihm im dritten Test vier (4/138) und im vierten Test fünf Wickets (5/112) erreichte. Daraufhin war er Teil des indischen Teams beim Cricket World Cup 2015. Dort begann er mit 4 Wickets für 35 Runs gegen Pakistan. Nachdem er ein Spiel auf Grund einer Knieverletzung pausieren musste, erzielte er gegen die West Indies (3/35), Irland (3/41), Simbabwe (3/48) jeweils drei Wickets. Mit seinen insgesamt 17 Wickets war er der viertbeste Bowler des Turniers. Jedoch blieb seine erlittene Knieverletzung bestehen und so musste er nach dem Turnier pausieren.

### Verletzungen und Etablierung im Team
Was zunächst nur nach einer kleineren Verletzung ausschaute intensivierte sich, so dass er bis zum Jahresende ausfiel. Eine weitere Oberschenkelverletzung ließ ihn dann abermals aussetzen. So verpasste er sowohl den Asia Cup 2016 als auch den ICC World Twenty20 2016. Erst im Sommer 2016 kam er dann wieder ins Nationalteam zurück. Dort reiste er zunächst in die West Indies und erreichte 4 Wickets für 66 Runs im ersten Test. Die Saison 2016/17 begann er dann mit insgesamt sechs Wickets (3/70 & 3/46) im zweiten Test gegen Neuseeland und mit drei Wickets (3/63) im dritten Test gegen England. Jedoch verletzte er sich bei letzterer Serie am Oberschenkel und viel abermals aus. Zurück im Team kam er im Sommer und wurde für die ICC Champions Trophy 2017 nominiert, kam dort jedoch nicht zum Einsatz. In der sich daran anschließenden ODI-Serie in den West Indies gelangen ihm 4 Wickets für 48 Runs im abschließenden fünften Spiel, womit er half den Seriensieg sicherzustellen. In Sri Lanka folgten beim dritten Test 3 Wickets für 32 Runs. Beim Gegenbesuch im November gelangen ihm dann im ersten Test 4 Wickets für 100 Runs. Im Januar 2018 reiste er mit dem Team nach Südafrika weiter, wo er im ersten Test drei (3/28), im zweiten vier (4/49) und im dritten fünf Wickets (5/28) erzielte.
Nachdem er im März auf Grund von Vorwürfen seiner Frau kurzzeitig seinen Vertrag verlor, und zu Beginn des Sommers auf Grund von Fitnessproblemen aussetzen musste, war er bei der Tour in England im August wieder zurück im Team. Dort konnte er zweimal drei Wickets (3/64 und 3/96) und ein Mal vier Wickets (4/57) erreichen. Im Dezember reiste er nach Australien, wo ihm in den Tests erst drei (3/65) Wickets und dann sechs Wickets (6/56) gelangen. Auch in den ODIS konnte er im zweiten Spiel drei Wickets (3/58) erzielen. Bei der folgenden ODI-Serie in Neuseeland konnte er zwei weitere Male drei Wickets erreichen (3/19 und 3/41), wofür er jeweils als Spieler des Spiels ausgezeichnet wurde. Im Sommer war er Teil des indischen Teams beim Cricket World Cup 2019. Dort erzielte er gegen Afghanistan ein Hattrick, sowie vier Wickets (4/40). In den weiteren Spielen gelangen ihm gegen die West Indies (4/16) ebenfalls vier Wickets, bevor er gegen England fünf Wickets (5/69) erreichte. Nach dem Turnier erzielte er in den West Indies drei Wickets (3/65) im zweiten Test.

### Bis heute
Die Saison 2019/20 begann mit einer Test-Serie gegen Südafrika, bei dem er 5 Wickets für 35 Runs im ersten Spiele erzielte. Im ersten Test bei der folgenden Tour gegen Bangladesch erreichte er dann insgesamt sieben Wickets (3/27 & 4/31). In einer ODI-Serie gegen die West Indies erreichte er drei (3/39) Wickets und in einer folgenden gegen Australien drei (3/77) und vier (4/63) Wickets. Saison schloss er dann mit 4 Wickets für 81 Runs in der Test-Serie in Neuseeland ab. Nach der Unterbrechung auf Grund der COVID-19-Pandemie erreichte er in Australien drei Wickets (3/59) in den ODIs. Jedoch brach er sich in der zugehörigen Test-Serie den Unterarm und fiel mehrere Monate aus. Er spielte daraufhin wieder in der Indian Premier League 2021 und konnte im Finale der ICC World Test Championship 2019–2021 4 Wickets für 76 Runs gegen Neuseeland erreichen, was jedoch nicht zum Sieg reichte. In der sich daran anschließenden Test-Serie gegen England erzielte er ein Mal drei (3/28) und ein Mal vier (4/95) Wickets. Während des ICC Men’s T20 World Cup 2021 erzielte er gegen Afghanistan (3/32) und Schottland (3/15) jeweils drei Wickets. Im Dezember folgte eine Test-Serie in Südafrika, bei dem er im ersten Test insgesamt acht Wickets (5/44 & 3/63)
Im Sommer erreichte er in den ODIs in England 3 Wickets für 31 Runs. Beim ICC Men’s T20 World Cup 2022 war seine beste Leistung 2 Wickets für 14 Runs gegen Simbabwe. Das Jahr 2023 begann mit 3 Wickets für 18 Runs in den ODIs gegen Neuseeland, wofür er als Spieler des Spiels ausgezeichnet wurde. Daraufhin kam Australien nach Indien, wo er in den Tests vier Wicket (4/60) und in den ODIs drei Wickets (3/17) erreichte. Im Sommer stand er erneut mit Indien im Finale der ICC World Test Championship 2021–2023, jedoch verlor das Team auch dort gegen Australien. Im September traf er in einer ODI-Serie erneut auf Australien und erzielte 5 Wickets für 51 Runs, wofür er als Spieler des Spiels ausgezeichnet wurde. Daraufhin folgte der Cricket World Cup 2023. Hier wurde er in der Vorrunde für fünf Wickets gegen Neuseeland (5/54) und Sri Lanka (5/18) jeweils als Spieler des Spiels ausgezeichnet und konnte gegen England weitere vier Wickets (4/22) erzielen. Im Halbfinale gegen Neuseeland gelangen ihm dann 7 Wickets für 57 Runs, wofür er abermals ausgezeichnet wurde. Jedoch verlor Indien daraufhin das Finale gegen Australien. Shami war mit 24 Wickets bester Bowler des Turniers.

## Privates
Shami is Muslim und als solcher im indischen Team eine Ausnahme. So war er nach der Niederlage gegen Pakistan beim ICC Men’s T20 World Cup 2021 schweren islamophobischen Angriffen ausgesetzt. Shami ist verheiratet und hat ein Kind. Im März 2018 machte seine Frau Vorwürfe öffentlich, indem sie ihm häusliche Gewalt und seine Familie des Versuchten Mordes bezichtigte. Auch beschuldigte sie ihn des Wettbetrugs. Der indische Verband konnte daraufhin nach einer Untersuchung keine Hinweise für Wettbetrug feststellen. Im Fall der häuslichen Gewalt wurde er zu Unterhaltszahlungen an seine Frau verurteilt.